# Eg (achternaam)
Eg is een van oorsprong Nederlandstalige achternaam van een West-Friese familie. De naam is een patroniem van een voornaam die met Eg- begint, bijvoorbeeld Egbert, Egge of Eggo. Namen met het prefix Eg- zijn afgeleid van het Germaanse agjô- dat 'punt, scherpe kant, scherp van een zwaard' zou betekenen. De Middelnederlandse vormen van dit woord waren ec, Eggh(e) of Egh. Aannemelijk is dat de naam ook in de vorm Egh heeft bestaan.
De korte naam zorgt bij sommige naamdragers voor ongemakken. Een voorbeeld hiervan is dat Facebook in 2012 enkele accounts met korte achternamen blokkeerde in de verwachting dat de achternaam een schuilnaam zou zijn.

## Aantallen naamdragers

### Nederland
In Nederland kwam de naam in 2007 64 keer voor, een exacte verdubbeling van het aantal naamdragers sinds 1947. De grootste concentratie woonde toen in Stede Broec met 0,0659% van de bevolking daar. 

### België
In 1998 woonde er nog geen een naamdrager in België, maar in 2008 kwam de naam één keer voor. De naamdrager woonde toen in Brussel.